# Tammy Locke

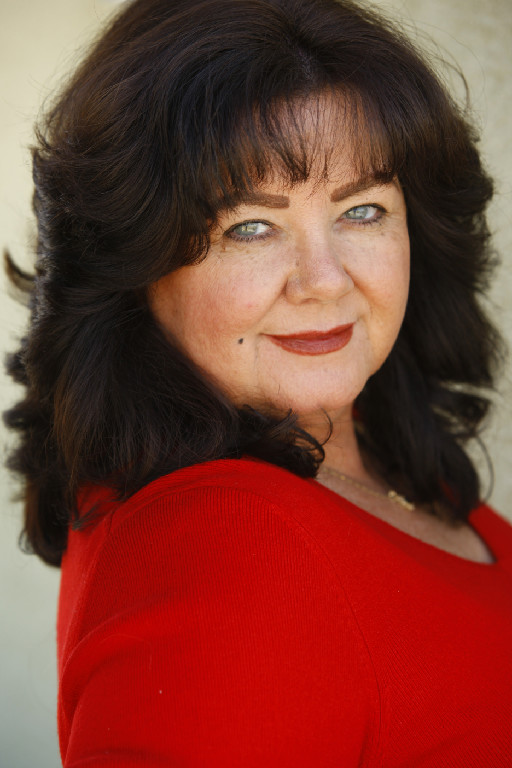
Tammy Locke

Tammy Locke (* 19. September 1959 in Kalifornien) ist eine US-amerikanische Sängerin und Schauspielerin.

## Leben und Karriere
Locke wurde 1959 als Tochter von Earl und Lola Locke geboren. Beide Eltern arbeiteten für die Northrop Corporation, ihr Vater in der Elektrotechnik und ihre Mutter in der Verwaltung. Sie ist verheiratet, hat eine Schwester, die ebenfalls Schauspielerin ist, und einen Sohn.
Ihren ersten Auftritt hatte Locke im Alter von zwei Jahren und verblieb dann beim Film. Bekannt wurde sie durch ihre Rolle in der Fernsehserie The Monroes, in der sie die Rolle der Amy Monroe spielte.
Später arbeitete sie als Radiomoderatorin und Sängerin mit der Band The California Express.

## Filmografie (Auswahl)
- 1962: Alcoa Premiere (Fernsehserie, eine Folge)
- 1965: Millionenraub in San Francisco (Once a Thief)
- 1966: Meet Me in St. Louis (Fernsehfilm)
- 1966–1967: Die Monroes (The Monroes, Fernsehserie, 26 Folgen)
- 1968: Hängt ihn höher (Hang ’Em High)